# 北海道 (令制)

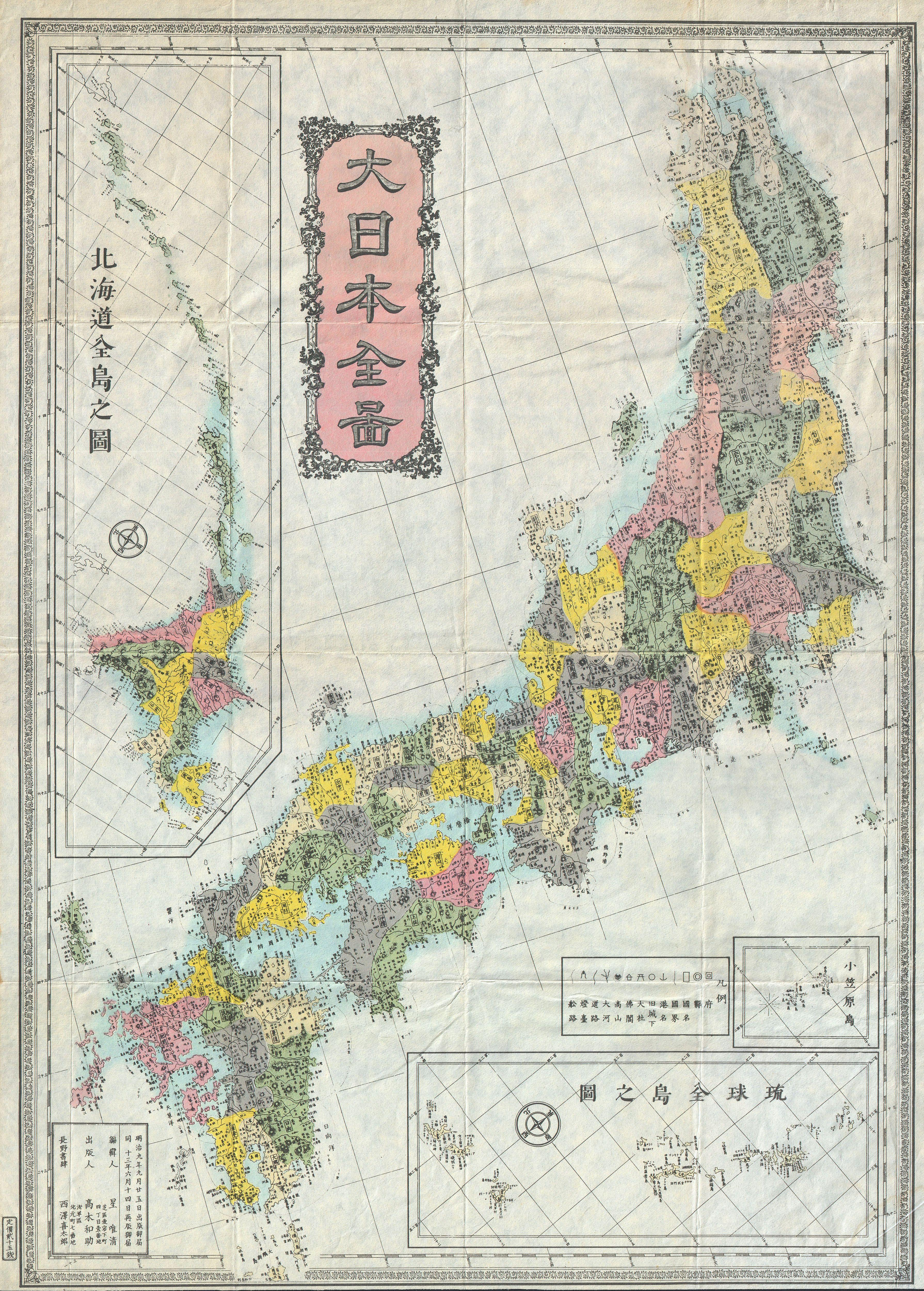
明治時代の日本地図。北海道の令制国も記されている。

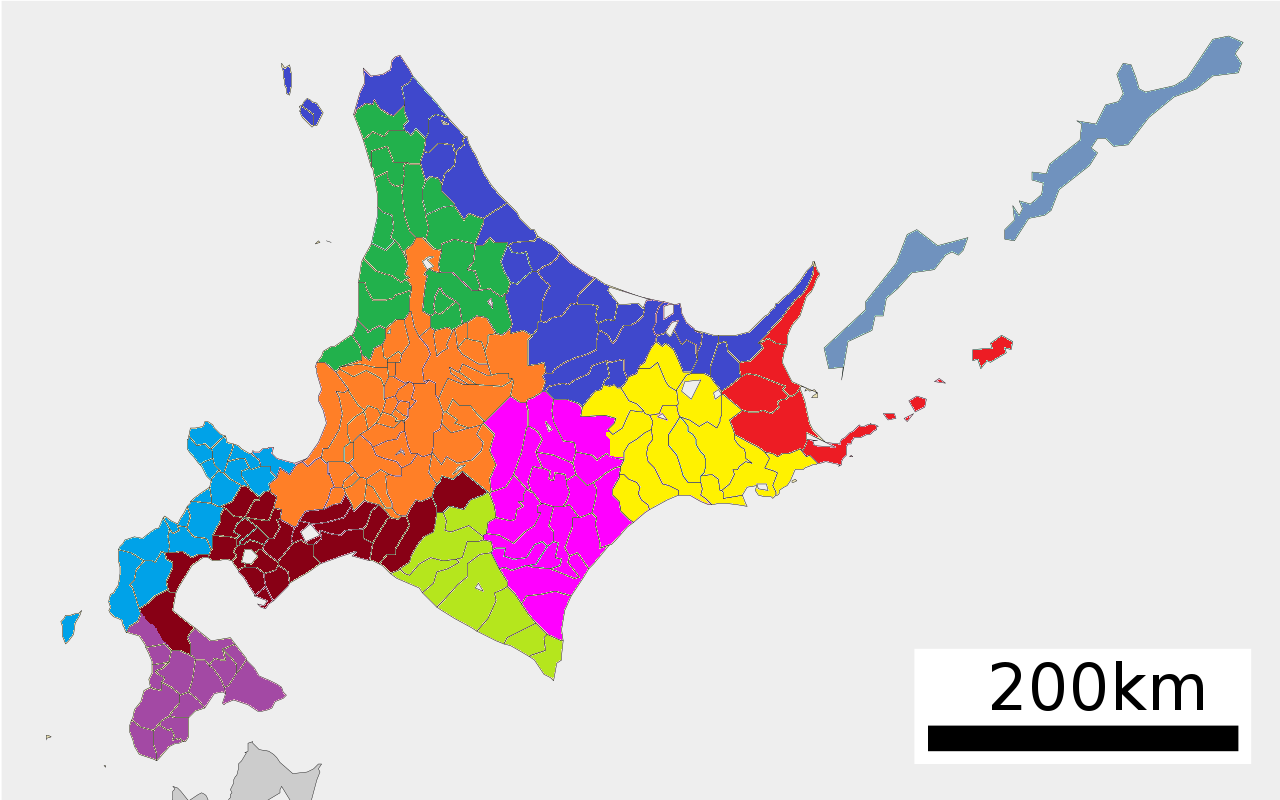
令制国と郡

北海道（ほっかいどう）は、1869年9月20日（明治2年8月15日）に制定された日本の広域行政区画名である。
それまでの五畿七道に、北海道(令制) を加えたことで五畿八道の一つとなった。
その範囲は、北海道本島（江戸時代までは蝦夷地・北州などと、明治時代には十州島などとも呼ばれた）とその付随する島々を含んだ。（#行政区画）
この名が制定されたのは、戊辰戦争（箱館戦争）終結直後であり、また、箱館府を置き換えるように開拓使を設置した年であった。この開拓使の開拓判官であった松浦武四郎の『北海道々国郡名撰定上書』をもとに命名された。
松浦のこの書から、北海道という名は、7世紀後半成立の律令制下の五畿七道における東海道、西海道、南海道などを踏襲し、命名されたものである。
なお、明治維新後の近代行政区画としての北海道については北海道の項を、近代行政機関については三県一局時代および北海道庁 (1886-1947)、北海道庁の項目を参照。

## 概要
松浦は号を「北海道人」（ほっかい・どうじん）とするなど、幕末期に探検した蝦夷地に思い入れが深かった。
開拓判官となり、それまでの「蝦夷地・蝦夷ヶ島・蝦夷ヶ千島（中央からみて異質な民族＝蝦夷の地の意）」などに替わる名称として、日高見、北加伊（加伊=かいは、蝦夷の音読みとも、同島の先住者であるアイヌによる同島の呼び名ともいわれる）、海北、海島、東北、千島の6案をあげ、このうち北加伊と海北を折衷し、令制国における名称（すなわち東海道、南海道、西海道）に倣って「北海道」（ほっかいどう）とした。北海道の範囲には、かつての和人地（渡島国、後志国、胆振国山越郡）と東西蝦夷地が含まれている。

## 行政区画
十州島（北海道本島。北州・蝦夷地とも呼ばれた）から千島列島（千島国）にかけて置かれた11国86郡で構成された。
- 渡島国
- 後志国
- 胆振国
- 日高国
- 石狩国
- 天塩国
- 北見国
- 十勝国
- 釧路国
- 根室国
- 千島国

## 道路
江戸時代から明治時代初頭にかけての、北海道内の主な陸上交通路を記述する。北海道内では、松前藩によって開かれた場所と呼ばれる松前藩家臣の知行地（商場（場所）知行制および場所請負制を参照）や漁場間を結ぶよう主に沿岸部に道が形成されていったが、特に公議御料とされた時期に多くの工事が行われ、それまで陸路が絶たれ舟などを利用していた箇所を新たに開削し各地に旅宿所（宿場）を設け、道内各地への通年の陸路での移動が可能となっている。旅宿所は、運上屋（会所）に宿場としての機能を持たせたものなどがあった。また、河川には藩政時代から廃使置県までの間渡船場数114箇所を数え、石狩国の石狩渡舟をはじめ渡し船なども運行されていた。
※道内の古くからある道路については、大正14年(1925年)6月10日に北海道庁から出版された『北海道道路誌』に詳細が書かれている。

### 松前道
奥州街道の脇街道で、仙台から松前を経由し筥館（はこだて）までの松前道があった。宿場は松前と函館。古くから吉岡嶺、福島嶺などの山道があった。

### 太平洋岸

#### 道南から道東を経て千島国へ
寛政年間から文政年間にかけてと幕末までに、それまで悪天候の際通行不能となったり陸上交通の途絶える箇所を新たに開削し各地に休所を設け、道南の渡島国・函館から道東や千島国方面への陸上交通が整備されている。函館から択捉末端までは282里（1107.5km）の道のりであった。以下、主な工事を挙げる。
長万部-虻田間道路
山越郡と虻田郡の境を越える道である。寛政11年、幕命により松前藩が開削。享和3年津軽藩によって礼文華、弁辺等の山道数箇所とともに改修し道幅を拡張した。この道は、現在の国道37号静狩峠の前身である。
室蘭-幌別間
当初は約1里（3.9km）の室蘭湾を横切って絵鞆（えとも）に渡り、その後幌別まで陸路であったが、室蘭から幌別まで陸路で行けるようにした。
様似山道と猿留山道
寛政11年大河内善兵衛が開削。普請役の最上徳内、中村小市郎などが工事に携わっている。南部藩は場所警衛の藩士に命じ享和2年12月から翌3年にかけて修繕した。国道336号の前身である。
ルベシベツ山道
寛政10年幕吏近藤重蔵によって開削された。十勝国広尾郡の西隅にあたるビタタヌンケ(鐚田貫)とルベシベツ(留辺蘂)の間2里（7.9km）の道。国道336号黄金道路の前身である。重蔵の従者下野源助はこれを記録し、蝦夷に碑文を作らせ十勝神社に奉納。
釧路-厚岸間道路
釧路郡から厚岸郡に至る道である。釧路-仙鳳趾（せんぽうし）間9里（35.3km）は寛政11年から12年にかけて馬の通行にも支障ないよう開削した。厚岸-仙鳳趾間約5里半（21.6km）は厚岸在住の士丹羽金助が箱館奉行の許可を受け、蝦夷を使い文化5年に開削。これらの区間は現在の道道根室浜中釧路線の前身である。
根室-厚別間道路
根室場所キナトウシ登り口から南海岸ヌエンチャシナイ(茶志内)に出てそこからコンブムイ（現在の昆布盛）番屋の西方から厚別（あつしべつ）に至る道路で、万延元年根室場所請負人藤野喜兵衛が幕命を受け根室会所から厚別止宿所に至る9里10町（36.4km）の道程のうち6里17町（25.4km）を新規に開削。オンネトウ(温根湯)の渡し場に長さ14間（25.5m）の橋梁がかけられている。

### 日本海岸

#### 道南から道央を経て道北の増毛へ
日本海側は太田、茂津田、雷電、積丹半島、雄冬などの難所があり、久遠（くどお）より増毛に至る間は陸上交通が完全に絶たれる場所が数箇所あったが、文化年間と安政以降に陸上交通が整備されている。以下、主な工事である。
太田山道と狩場山道
安政4年3月に起工、太田山神社のある太田山を中心にセキナイからラルイシ(良瑠石)までの12里（47.1km）を開削、継いで狩場山道に着手して須築（運上家が置かれたスツキ場所の中心）から島牧村原歌の辺り（コタニシ）に至る道を開削した。
雷電嶺
安政3年に磯屋場所請負人・桝屋栄五郎がアフシタ以西の一里あまりを開削、岩内場所請負人・仙北屋仁左衛門がアフシタ以東の2里（7.9km）余を開削した。雷電峠は磯谷・岩内両場所の境を越える道で、現在の国道229号の前身である。以前から山中に温泉が湧くことが知られており、通行の旅客の便をはかるため道の開通後は温泉に家屋を立て箱館在住の又兵衛を家守とした。これが現在の朝日温泉の前身である。
余市山道
文化6年に開削された岩内から余市に至る道で、稲穂峠がある大変な難所であった。この峠は現在の国道5号稲穂峠の前身である。その後荒廃したため、安政3年から翌4年にかけて改めて開削した。里程は12里20町（49.3km）余で、稲穂峠を挟んで岩内側の上横沢（ペンケシヤマチケナイ）と余市側の野沢辺（ルベシベ）に笹小屋が設けられ、通行屋を建てて宿泊することも出来た。安政5年8月には余市場所在勤の足軽・桐谷太兵衛の指導で余市運上家の方から岩内場所との境界まで至るノウチ沢通の新道を開削。この道は桐谷峠と呼ばれ、現在の道道豊丘余市停車場線から分岐する舗装路の前身である。
小樽-銭函間道路
小樽場所請負人恵比須屋半兵衛が箱館奉行に出願し、安政4年4月から9月にかけて自費で丘の上に新道約2里半（9.8km）を開削。翌5年4月、カムイコタン(神居古潭)からチャラツナイ(茶良津内)までの延長5町（545.5m）の海岸道路を数回に渡って開削し、数カ所の河川に架橋した。また、文久元年には許可を得て今の界町から港町に至る海岸に投石埋立法を施行した。この埋立地は道路以外を各希望者の宅地とし、各種の営業を行わせた。
濃昼山道と増毛山道
安政4年、厚田場所請負人浜屋興三右衛門は自費で濃昼山道2里24町（10.5km）を開削し濃昼川の南に達した。同年、浜益、増毛の両場所請負人伊達林右衛門もまた自費で浜益から増毛までの9里（35.3km）余の道・増毛山道（寛政8年との資料もある）を開削した。
また増毛山道よりも海側には、古くから開削年不詳の雄冬山道もあった。そのほか濃昼・増毛両山道の中間に位置する送毛山道（オクリキ山道）の1里半（5.9km）余は岩内在住の柳川善蔵が開いたと伝わる。
これらの山道は現在、海沿いの国道231号に切り替えられている。
日本海側ではこの他にも、寿都場所では場所請負人山崎屋新八内によっていくつかの道路を開削、積丹・美国両場所請負人岩田屋金蔵は現在の道道野塚婦美線・国道229号の前身である積丹場所日司より美国場所小泊に至る約4里（15.7km）の新道を開削、余市場所請負人竹屋長左衛門は余市から古平境界までの2里（7.9km）余を開削している。

### 道南域内の道
かつての和人地域内を結ぶ道で行われた主な工事をあげる。
福山-上ノ国間山道
城東と部川の水源から千軒岳を経て上ノ国村字湯の岱に達する約11里（43.2km）の道で、安政4年11月に伊達林左衛門によって開削された。現在の道道石崎松前線の前身。
木古内山道
木古内村から北村（現・上ノ国町中心部付近）に至る約8里（31.4km）の道で、現在の道道江差木古内線の前身である。文化年間に江戸幕府によって修築された。木古内川に沿ってさかのぼり、稲穂峠を越えて天の川に沿って下る箱館方面と江差方面との交通路。峠の北側にあった番所では旅人を宿泊させるなど旅の便宜を図っていた。
鶉山道（大野越）
大野川に沿って上り、分水嶺を越えて鶉川に沿って下る箱館方面と江差方面を結ぶ11里（43.2km）の道で、現在の国道227号の前身。安政5年3月から9月にかけて江差の甚右衛門、津軽の庄兵衛らによって開削された。戊辰戦争（箱館戦争）の際、沿道で二股口の戦いが行われている。
軍川新道
それまでの茅部峠（大沼峠、現在の国道5号大沼トンネル付近）に替わり安政3年庵原菡斎と箱館奉行によって藤山-軍川間の山道が開削された。茅部峠をより3里（11.8km）短く、軍川の住民は箱館への日帰りが、また、大川、七重、藤山、峠下の諸村で馬を持つ者は鹿部へ生魚などを買い出しに日帰りすることが可能となった。
黒松内越
長万部から長万部川沿いに北上して稲穂峠を越え、黒松内からは朱太川に沿って下り、歌棄（うたすつ）や寿都（すっつ）に至る道で、現在の道道寿都黒松内線の前身てある。長万部から黒松内までの約6里（23.6km）、黒松内から追分までは2里（7.9km）、追分で道は分岐し、寿都までの2里（7.9km）余、歌棄までは1里（3.9km）余の道程であった。寛政・文化よりもあとに黒松内在住の利右衛門が木賃宿と渡船を営んでいたが、安政3年5月から10月にかけて、歌棄場所請負人桝屋栄五郎の父・定右衛門は箱館奉行に出願し黒松内以北を、黒松内以南は箱館弁天町の福治郞、千代田の才太郎の2人が出願しそれぞれ開削したものである。

### 道央付近
道央付近で主なものをあげる。

#### 勇払から千歳を経て石狩湾岸へ
千歳越
勇払から千歳に至る経路で、勇払からビビ（美々）までは勇払沼、ビビ川（美々川）を舟でさかのぼり、ビビから千歳までは山田屋文右衛門によって文化年間に開削された陸路2里（7.9km）で、馬車を通すことができた。国道36号の道筋にあたる。弘化年間頃には千歳に馬27～28頭、馬車20台ほどがあったと言われる。この他千歳-漁太間6里（23.6km）も文化年間に開削されている。
札幌越新道（千歳新道）
銭函から千歳に至る道で、安政4年箱館奉行によって開削された。銭函-ホシポツケ間は小樽場所請負人・恵比須屋半兵衛が、ホシポツケ-島松間は石狩場所請負人・阿部屋博次郎が、島松-千歳間は勇払場所請負人・山田文右衛門がそれぞれ工事を受け持った。このとき、幕命（箱館奉行の命）を受けた志村鐵一と吉田茂八が豊平川の渡し守となる。銭函から現在の札幌市内までは国道5号および道道宮の沢北一条線、札幌市内から千歳までは国道36号および道道江別恵庭線（西島松から戸磯の間）の前身である。

#### 石狩川流域から道北・天塩留萌へ
雨竜越
留萌からニセバルマ、エタイベツ(恵岱別)を経て石狩川流域のシラリカ(現在の白糠)に出る約25里（98.2km）の道で、文化5年に留萌支配人山田屋文右衛門によって開削された。シラリカからは舟で石狩川を下り江別太へ至り、そこからは千歳越に向かうか石狩に下ることができた。同年秋、樺太警固を行っていた会津藩兵も帰路この道を通っている。

### 道東域内の道
道東域内を結ぶ主なものをあげる。

#### 釧路国から北見国網走へ
網走越
釧路国庶路から下辛太、阿寒湖西岸を経て釧路・北見国境を越え、網走川沿いに下りニマンベツ(女満別)を経て新栗履（にくりばけ）（現在の網走市藻琴）に至る46里（180.7km）の道である。この道は現在の国道240号の前身で、文化5年から文化7年にかけて白糠在勤の幕吏・大塚忽太郎の指揮で開削された。宗谷から留萌までの各場所に馬を送った時は網走越を経由した。

#### 根室国から北見国斜里へ
斜里越
標津から標津川沿いにさかのぼり西シカンチウシ付近で北に向かい、ルチシ峠を越えワツカオイ(若生)を経て斜里に至る道。もともと蝦夷（アイヌ）の通り道であるが、文化元年前後(1804年前後)に八王子千人同心千人頭原胤敦によって改修・開削された。工事は斜里、根室、釧路の三場所の蝦夷が請負った。

### 明治時代の道路建設
北海道11国86郡制定時は江戸時代に開削された道を用いたが、1870年代になると本願寺道路や江戸時代の道を基に拡張した札幌本道など道南と道央の札幌を結ぶ目的で建設された道路をはじめ、道東や道北の内陸部などでも道路が建設された。

### 歴史
飛鳥時代には阿倍比羅夫による遠征が行われ、渡党をはじめ北海道における和人の居住は古く、奥州藤原氏の残党も道外から逃れてくるなど鎌倉時代には定着していたと言われている。室町時代以前の道南十二館の時代を経て、江戸時代には樺太とともに松前藩の所領となっていた。
- 1869年（明治2年）北海道（11国86郡）が置かれた。
- 明治3～4年（1870年から1871年）本願寺道路が建設された。この時、札幌郡内（後の札幌市南区簾舞）に宿場のひとつとして簾舞通行屋がおかれている。
- 1871年（明治4年）7月14日 廃藩置県に伴い館藩（旧松前藩）の旧領（爾志郡・檜山郡・津軽郡・福島郡）に館県設置。箱館府（箱館県）の管轄だったその他の地域は北海道開拓使の所管。
- 同年9月 館県は道外の弘前県などと合併、弘前県（青森県）の一部となり消滅。
- 明治5年（1872年）10月 福島郡など四郡（旧館県）が青森県から開拓使に移管。これにより北海道全域が開拓使の所管となる。
- 明治5～6年（1872年から1873年）札幌本道が建設された。
- 1882年（明治15年）に開拓使が廃止されると共に道内には函館県・札幌県・根室県の3県が設置された。

その後、1886年（明治19年）には函館県・札幌県・根室県が再び統廃合され新たに北海道庁長官を長とする北海道庁を設置、その後他の地域とは異なり府県は置かれなかったが、1947年（昭和22年）に長官を廃して他の都府県と同様の公選制による北海道知事が地方自治体としての北海道の長となった。